# ASP (пистолет)
ASP — компактный пистолет, разработанный для секретных агентов США Пэрисом Теодором (англ. Paris Theodore) в 1960-х — начале 1970-х годов. Конструкция основана на пистолете Smith & Wesson Model 39.

## История
Пистолет ASP создавался с целью вооружения секретных агентов США компактным и мощным пистолетом, удобным для внезапного извлечения и применения. За основу был взял пистолет Smith & Wesson Model 39, у которого укорачивался ствол и затвор, а также форма рукояти и спусковой скобы.
В 1983 году компания «Armament Systems & Procedures» выпустила партию в приблизительно 250 пистолетов ASP. После этого пистолет больше не производился.
В 2000 году был разработан новый вариант ASP — ASP 2000. Его конструкция основана уже на пистолете Smith & Wesson 3913. ASP 2000 производится и до сих пор.

## Описание
Автоматика пистолета ASP основана на использовании энергии отдачи ствола при его коротком ходе. Запирание ствола осуществляется боевым упором на его верхней поверхности, входящем в паз на затворе, снижение ствола при отпирании осуществляется при взаимодействии фигурного прилива под стволом с рамкой оружия. УСМ двойного действия, курок скрыт. Ручной предохранитель расположен на левой стороне затвора, при включении снимает курок с боевого взвода. Магазин однорядный, на 7 патронов, его боковые стенки прозрачные, что позволяет видеть количество оставшихся патронов.
Многие детали пистолета созданы с использованием политетрафторэтилена (тефлона).
Прицел открытый, типа «guttersnipe». Такой прицел имеет вид прямоугольного и открытого сверху сужающегося в передней части канала. Он обеспечивает меньшую точность стрельбы, но не имеет мушки, которая может зацепиться за одежду при извлечении.